# طريقة تحليل معمارية الأنظمة الحاسوبية
طريقة تحليل بنية الأنظمة الحاسوبية (بالإنجليزية: Software Architecture Analysis Method اختصارًا: SAAM) هي طريقة منظمة لاختبار البنية المقترحة للأنظمة الحاسوبية بعد مرحلة جمع المتطلبات. يهدف هذا التحليل إلى التأكد من دعم البنية المقترحة للنظام لما يرغب في تحقيقه أصحاب الشأن بالنظام، والنظر في المشكلات التي قد تصادفهم في تطويره. تساعد هذه الطريقة أيضًا في اكتشاف البنى الأخرى المناسبة التي قد تناسب النظام المنشود أكثر.

## مراحل التحليل
يخضع تحليل النظام في هذه الطريقة إلى خطوات منظمة، وتختزل هذه الخطوات في ستة مراحل في عملية التحليل وهي كالتالي:

### المرحلة الأولى: جمع السيناريوهات
تتلخص هذه المرحلة في أن السيناريوهات المحتملة في استخدام النظام تجمع، كما تجمع تلك غير المتوقعة التي قد تنتج من خطأ استخدامي أو كارثي خارجي.

### المرحلة الثانية: وصف البنية
يصف مهندس البنية البنية الحالية المقترحة للأصحاب الشأن حتى تتكون صورة واضحة لديهم عن البنية.

### المرحلة الثالثة: ترتيب الأولويات
تقوم هذه المرحلة على أن يتناقش أصحاب الشأن في السيناريوهات الموضوعة سلفًا وكيفية ملاءمتها للبنية المقترحة حاليًا. تلك التي يمكن أن تطبق في البنية الحالية تُعَلًّمُ على أنها «مباشرة» (أي متوافقة مع البنية المقترحة)، وتلك التي لا يمكن تطبيقها في البنية المقترحة تعلم على أنها «غير مباشرة».

### المرحلة الرابعة: تقييم السيناريوهات غير المباشرة على حدة
في هذه المرحلة تؤخذ تلك السيناريوهات المعلمة بأنها غير مباشرة من المرحلة السابقة، وتوضع للنقاش هنا. يتناقش أصحاب الشأن في السبل اللازمة لتطبيق السيناريو في البنية، والتعديلات اللازم تطبيقها في البنية الحالية.

### المرحلة الخامسة: تقييم السيناريوهات المتداخلة
تلك السيناريوهات المتداخلة تراجع أكثر من قبل أصحاب الشأن ليكتشف القصور الذي يعتري البنية. السيناريوهات المتداخلة هي تلك التي تكون عناصرها المستخدمة مشتركة في الوظيفة مع سيناريوهات أخرى. قد لا يكون هذا بالضرورة دليلاً على قصور في البنية، لكن مراجعة دقيقة للأمر قد تبين أن البنية لم تفكك بشكل مناسب.

### المرحلة السادسة: عرض النتائج
تعرض في هذه المرحلة النتائج على أصحاب الشأن، ويكتب تقريراً كاملاً يحتوي النقاشات التي سجلها الكاتب مع كل المواد التي أُنتجت كالسيناريوهات وجداول المقارنة.